# City Streets (album)
City Streets è un album in studio della cantautrice statunitense Carole King, pubblicato nel 1989.

## Tracce
Side 1
1. City Streets – 5:00 (Carole King)
2. Sweet Life – 4:34 (King, Rudy Guess)
3. Down to the Darkness – 4:17 (King)
4. Lovelight – 4:28 (King)
5. I Can't Stop Thinking About You (Duet with Paul Hipp) – 5:00 (King, Paul Hipp)

Side 2
1. Legacy – 5:04 (King, Guess)
2. Ain't That the Way – 3:09 (King)
3. Midnight Flyer – 4:27 (King, Gerry Goffin)
4. Homeless Heart (Duet with Sherry Goffin) – 4:05 (King, John Bettis)
5. Someone Who Believes in You – 2:56 (King, Goffin)